# Vingrau
Vingrau település Franciaországban, Pyrénées-Orientales megyében. Lakosainak száma 541 fő (2022. január 1.). Vingrau Paziols, Tuchan, Salses-le-Château, Espira-de-l’Agly, Tautavel és Opoul-Périllos községekkel határos.

## Népesség
A település népessége az elmúlt években az alábbi módon változott:
| Lakosok száma | 634  | 609  | 620  | 606  | 589  | 574  | 558  | 549  | 541  |
|               | 2013 | 2015 | 2016 | 2017 | 2018 | 2019 | 2020 | 2021 | 2022 |